# Katsutoshi Kawano
Katsutoshi Kawano (河野 克俊, Kawano Katsutoshi) est un amiral japonais né le 28 novembre 1954 à Hakodate, dans la préfecture de Hokkaidō. Il est chef d'État-Major des armées des Forces japonaises d'autodéfense du 14 octobre 2014 au 31 mars 2019. Il sera remplacé par le général Kōji Yamazaki. 